# Raniero Felice Simonetti
Raniero Felice Simonetti (Cingoli, 11 dicembre 1675 – Viterbo, 20 agosto 1749) è stato un cardinale e arcivescovo cattolico italiano.
Era figlio del conte Francesco Simonetti, gonfaloniere di Osimo, e della sua prima consorte, Giulia Marefoschi. Era quindi nipote del cardinale Prospero Marefoschi.

## Biografia
Molto giovane, venne inviato a Roma sotto le cure dello zio cardinale. Conseguì poi a Macerata, nel 1693, la laurea in utroque jure. In quello stesso anno entrò nella Prelatura romana, ove divenne relatore delle Congregazioni della Visita apostolica, dell'Immunità ecclesiastica e della Controversie di giurisdizione. Nel 1700 fu uditore presso la Nunziatura apostolica in Francia e nel 1707 in quella di Napoli. Fu nominato governatore di Masserano, quindi fu consultore del Sant'Uffizio. Nel settembre del 1717 divenne canonico della Basilica Vaticana. Dal 1711 al 1717 fu nunzio ad interim presso i Savoia. Nel 1718 divenne collaboratore del Supremo Tribunale della Segnatura Apostolica. Nel 1727 venne ordinato sacerdote.
Nel giugno del 1728 fu nominato arcivescovo titolare di Nicosia ed il 29 giugno dello stesso anno fu consacrato vescovo. Nel 1730 divenne nunzio apostolico in Napoli ed assistette, nel maggio 1734, all'ingresso in Napoli di Carlo di Borbone come nuovo re di Napoli (e, l'anno successivo, anche re di Sicilia). Qualche anno dopo dovette lasciare Napoli a causa dei dissidi sorti fra il regno siciliano e il Vaticano, e si trasferì a Nola, rientrando poi nella città partenopea quando il dissidio si compose. Nel 1743 rientrò a Roma, dove fu nominato governatore della città e vice camerlengo.
Fu creato cardinale da papa Benedetto XIV nel concistoro del 10 aprile 1747 e gli venne assegnato il titolo cardinalizio di Santa Susanna. Il 6 maggio 1748 venne trasferito alle sedi di Viterbo e Tuscania con il titolo personale di arcivescovo.
Morì il 20 agosto 1749 all'età di 73 anni e venne sepolto nel Duomo di Viterbo.

## Genealogia episcopale
La genealogia episcopale è:
- Cardinale Scipione Rebiba
- Cardinale Giulio Antonio Santori
- Cardinale Girolamo Bernerio, O.P.
- Arcivescovo Galeazzo Sanvitale
- Cardinale Ludovico Ludovisi
- Cardinale Luigi Caetani
- Cardinale Ulderico Carpegna
- Cardinale Paluzzo Paluzzi Altieri degli Albertoni
- Cardinale Gaspare Carpegna
- Cardinale Fabrizio Paolucci
- Cardinale Prospero Marefoschi
- Cardinale Raniero Felice Simonetti